# غرماب عليا
غرماب عليا هي قرية في مقاطعة سردشت، إيران. عدد سكان هذه القرية هو 13 في سنة 2006.